# João Luís Espeschit
João Luís Espeschit  (Juiz de Fora, 24 de junho de 1876 – Pedro Leopoldo, 27 de novembro de 1950) foi um sacerdote católico brasileiro.

## Biografia
Filho de Georg Espenshied (Jorge Espeschit no Brasil) e Emma Elisa Hagen (Amélia Elisa Espeschit no Brasil), imigrantes alemães do Land de Hesse. Iniciou seus estudos com Raimundo Nonato de Melo, junto com os filhos do dr. Eugênio Teixeira Leite, na fazenda deste último na região de Juiz de Fora. Estudou escrituração mercantil e chegou a trabalhar em uma casa comercial na cidade de Juiz de Fora-MG. Em novembro de 1895, foi a Caeté, onde conheceu Dom Silvério, então bispo de Câmaco, onde este o convidou para estudar no Seminário de Mariana, onde no fim de dezembro de 1895 ingressou. Em janeiro de 1896 iniciou seus estudos em latim e português. Em junho do mesmo ano fez os exames e logo após, começou a desfrutar de férias de três meses, onde só ficou somente 13 dias, voltando ao seminário e continuando seus estudos. Em outubro, iniciou-se o ano letivo do seminário, onde requereu a entrada do quarto ano de latim e  conseguiu. 
Em junho de 1897, fez os exames finais, terminando deste modo, em um ano e cinco meses, um curso, que na época, era normal fazê-lo em quatro anos. Destacou-se junto com o padre Jesuíno Soares da Cunha, no curso de filosofia, por serem os únicos a defenderem tese. Suas notas foram publicadas no Boletim de Mariana e o periódico de “Minas Gerais”. Neste período de estudo, no seminário, exerceu vários cargos de confiança, como regente dos Médios e dos Grandes, professor, diretor da orquestra e da banda de música do seminário e também diretor da música do Salão dos Grandes. Formou-se em Engenharia Civil, em 1 de junho de 1917 e bacharel em Ciências Físicas e Matemáticas em 12 de março de 1918, na cidade do Rio de Janeiro.
Em 24 de junho de 1902, recebeu o subdiaconato, a primeira ordem sacra, onde no dia 29 do mesmo mês e ano recebeu o diaconato. Em julho de 1903, foi ordenado sacerdote e logo nomeado coadjutor de Pedrões e simultaneamente vigário de Cana Verde. Em Cana Verde fundou o colégio Florescentíssimo. Foi professor e diretor do Colégio Sagrado Coração de Jesus, e professor da Escola Normal , de Oliveira.
Foi durante 10 anos, secretário de Dom Silvério, arcebispo de Mariana. Neste período fundou o jornal D. Silvério, onde foi impresso na máquina rotativa do estado de Minas Gerais. Quando vigário em Sete Lagoas, fundou o jornal "A Pátria Mineira" e depois foi transferido para a cidade do Rio de Janeiro, mudando o nome para A Pátria Brasileira, onde deixou a cargo de Dr Felício dos Santos, cujo nome foi mudado para União. Escreveu artigos para o “Jornal do Comércio” do Rio de Janeiro, “Jornal do Comércio” de Juiz de Fora, “Diário de Minas” de Belo Horizonte, na “Gazeta de Minas” de Oliveira, no “Entre-Rios” de Entre Rios (Rio de Janeiro).
Em 23 de maio de 1918, recebe a nomeação de membro honorário do Instituto Agrícola Brasileiro e também membro honorário do Instituto Técnico Industrial do Rio de Janeiro. Foi correspondente e consultor técnico da revista “A Engenharia”, onde se destaca o trabalho publicado sobre a regulação automática e instantânea das rodas hidráulicas denominadas “rodas de cima”.
‎

## Fatos relevantes
- Fundador e diretor do Colégio S. C Jesus de Cana Verde‎ (Minas Gerais) (1905) ‎[4]
- Criador do Jornal A Pátria Mineira em Sete Lagoas (Minas Gerais) ‎(1908)[5]
- Celebrou uma missa na Candelária (1910).[6]
- Realiza uma entrevista com o presidente marechal Hermes da Fonseca (1910).[7]
- Fundador do Jornal Pátria Brasileira no Rio de Janeiro (1910). [8]
- Realizou junto com Dom Silvério uma visita pastoral a Pitanguy (Minas Gerais), onde possui a função de redator do jornal arquidiocesano Dom Silvério de Mariana (Minas Gerais) (1912).[9]
- Assume a nova paróquia de Santa Ifigênia em Belo Horizonte (Minas Gerais)(1915).‎ [10]

Instalação de Usina hidrelétrica em Santa Ana do Imbé, distrito de Caratinga (Minas Gerais), hoje Imbé de Minas (Minas Gerais)‎ 
- Construção de hidrelétrica em Carandaí (Minas Gerais) (1916).[12]
- Construção da usina hidrelétrica de Sabará (Minas Gerais) assim como a sua distribuição[13]
- Faz proposta para construção de uma usina elétrica na cidade de Rio Casca‎ (Minas Gerais) (1920).‎[14]
- Construção do cinema e da arquibancada no estádio em Pouso Alto (Minas Gerais) (1920).‎[15]
- Contratado para fazer uma usina hidrelétrica em Silvestre Ferraz, hoje Carmo de Minas (Minas Gerais) ‎(1925).[16]
- Assina um manifesto pelo moralização do ensino de engenharia [17]
- Em Pouso Alto‎‎ o Colégio dos Padres Mercedários passa a ser Colégio Municipal de Pouso Alto (Minas Gerais) onde passa a ser diretor. O farmacêutico José Capistrano de Paiva é um dos professores (1828).[18]
- Professor do Ginásio de São João de Campanha‎[19]